# Réseau de bus Le Paladin
Pour les articles homonymes, voir Paladin (homonymie).
Le Paladin était un réseau de bus urbain créé en 1990 opérant en Île-de-France sur un territoire à cheval sur les départements de l'Essonne et des Hauts-de-Seine, couvrant les communes appartenant à l'établissement public territorial Vallée Sud Grand Paris.
Le réseau est remplacé le 1er août 2022 par le réseau de bus de la Bièvre, en dehors de quelques lignes de desserte locale rejoignant le réseau de bus Vallée Sud Bus.

## Histoire
Le réseau, mis en service en 1990, est exploité par les cars Bridet, société implantée à Wissous et rachetée par Transdev en 2002.
Le 2 janvier 2006, le réseau est renforcé avec la création de cinq lignes portant ainsi à onze le nombre de lignes exploitées par le réseau. Les communes de Bourg-la-Reine et de Châtenay-Malabry sont mieux desservies tandis que la commune de Verrières-le-Buisson est désormais intégrée au réseau. Celui-ci comprend 384 points d'arrêts et utilise 37 autobus contre 202 points d'arrêts et 17 véhicules auparavant. Ce sont 976 000 voyageurs qui ont été transportés en 2005 avec une prévision de 2,2 millions de voyageurs par année.
Le 26 mai 2007, la ligne 14 est inaugurée ; elle dessert les quartiers du Pierrer et du Coteau. La ligne 12 qui assurait un service circulaire depuis Antony via Châtenay-Malabry, Le Plessis-Robinson, Sceaux et Bourg-la-Reine est scindée en deux lignes : la ligne 13 qui relie Antony à Sceaux par Bourg-la-Reine et la ligne 14 qui vise à améliorer la desserte de la gare de Robinson. La ligne 11 est simplifiée dans son itinéraire et ses horaires sont mieux adaptés aux besoins des voyageurs. Les lignes 4, 7 et 8 sont améliorées dans leurs tracés et leurs horaires sont améliorés tout en prenant en compte le ramassage des scolaires. Le matériel, jusqu'alors vétuste, est par ailleurs renouvelé. La plupart des lignes sont équipées de minibus sauf la ligne 12 qui est dotée de véhicules de plus grand gabarit afin d’accueillir les personnes à mobilité réduite.
Le 3 novembre 2010, la ligne 19 change ses horaires afin de s'adapter aux horaires d'entrée et de sortie du collège Henri-Georges-Adam situé à Antony : deux départs sont ainsi assurés le matin et le soir.
Depuis le 26 août 2013, la ligne 1 dessert le centre-ville de Wissous ainsi que le quartier Saint-Éloi. À cette même date, les lignes 5 et 19 sont supprimées dont la première avait une fréquentation très faible.
Depuis le 16 février 2015, la ligne 14 dessert la station Division Leclerc du tramway de la ligne T6 et son offre est renforcée en journée. Les horaires en période scolaire sur la ligne 12 sont appliqués toute l'année y compris en période de vacances scolaires.
Le 13 juillet 2015, la ligne 13 est supprimée en raison d'une faible fréquentation bien que la ligne soit essentiellement empruntée par les scolaires.

### Ouverture à la concurrence
Le 1er août 2022, le réseau est remplacé par le réseau de bus de la Bièvre exploité par RD Bièvre sauf pour les lignes 3, 6, 7, 11, 14, 16 et 17 qui rejoignent le réseau de bus Vallée Sud Bus opéré par Transdev Vallée Sud.

## Exploitation

### Entreprise exploitante
Le 3 mars 2011, le groupe Veolia Transport alors filiale de Veolia, fusionne avec Transdev, qui gérait le réseau, pour donner naissance à « Veolia Transdev » qui devient le no 1 privé mondial dans le secteur des transports.
Deux ans plus tard, en mars 2013, le groupe étant endetté de plusieurs millions d'euros, celui-ci adopte le nom de Transdev à la suite du désengagement de Veolia environnement, détenteur de Veolia Transport.

### Dépôt
La majorité des véhicules ont leur centre-bus à Wissous, situé au no 15 avenue Ampère. Le dépôt a également pour mission d'assurer l'entretien préventif et curatif du matériel. L'entretien curatif ou correctif a lieu quand une panne ou un dysfonctionnement est signalé par un machiniste.

## Identité visuelle

Logo de Bièvre Bus Mobilités jusqu'en 2013
Logo de Bièvre Bus Mobilités depuis 2013

## Galerie de photographies

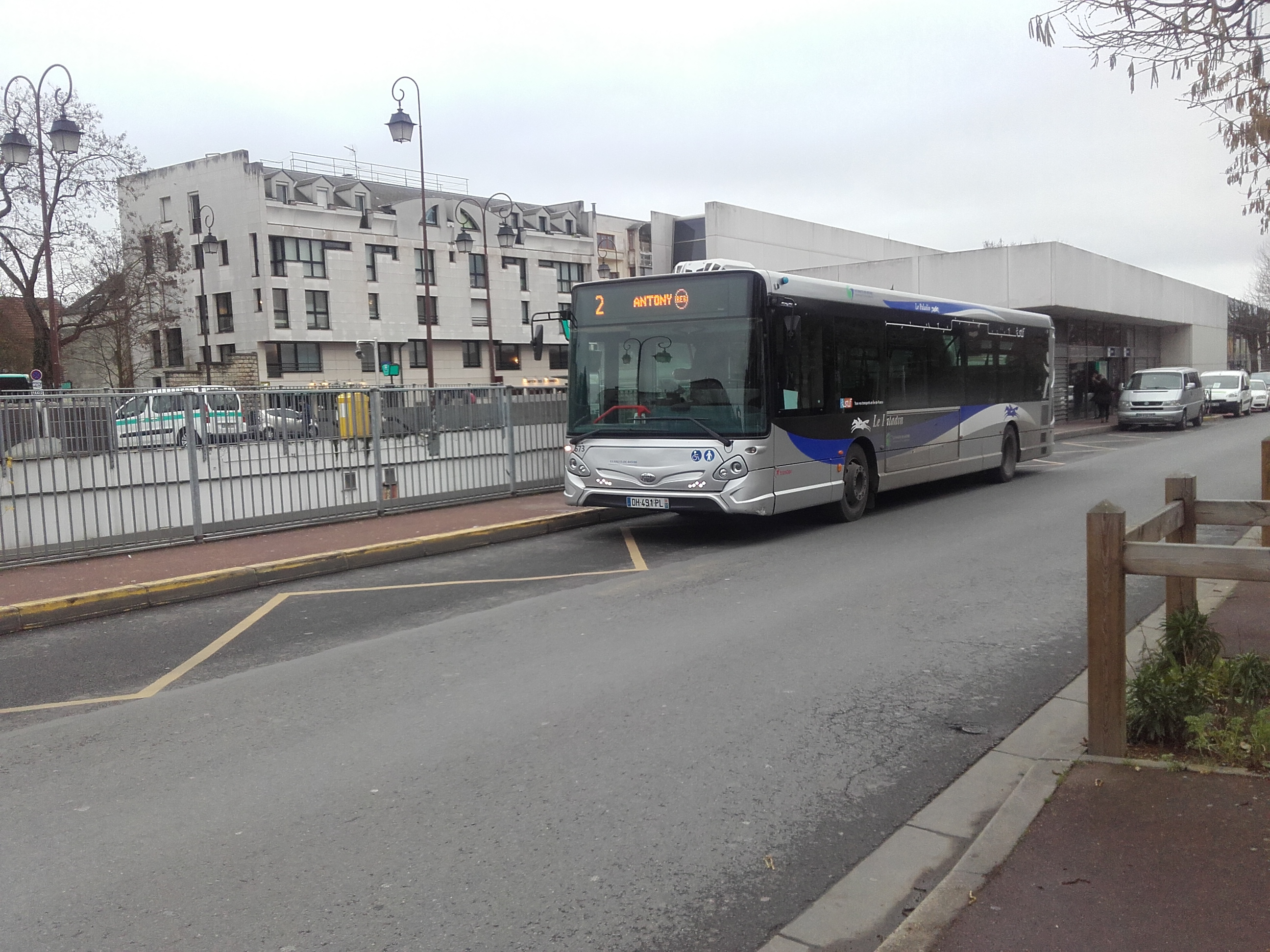
Le GX 337 no 673 à la gare d'Antony.
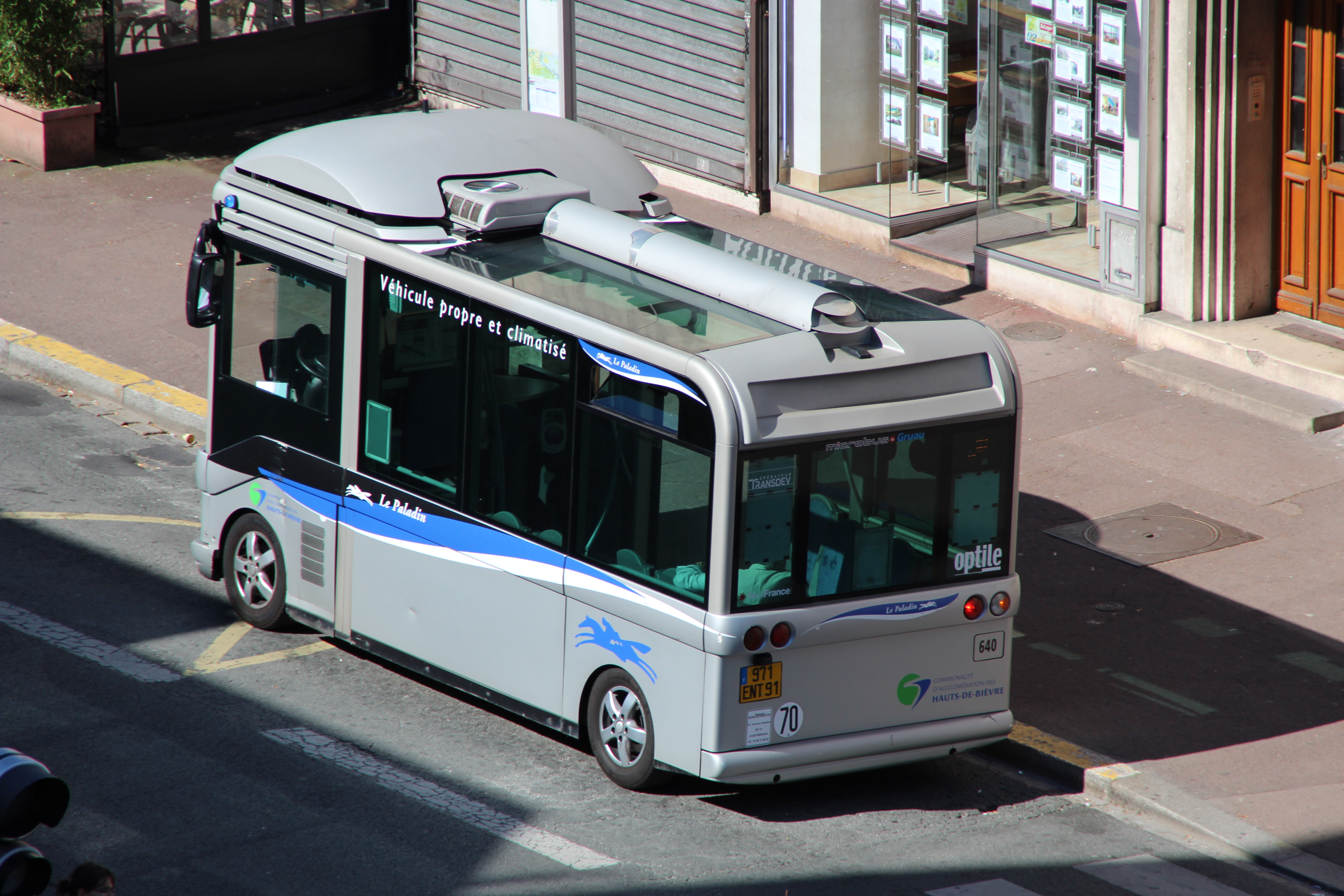
Le Microbus no 640 à Bourg-la-Reine, en 2012.